# Emesis toltec
Emesis toltec is een vlindersoort uit de familie van de prachtvlinders (Riodinidae), onderfamilie Riodininae.
Emesis toltec werd in 1866 beschreven door Reakirt.